# اریکا کاراتا
اریکا کاراتا (唐田 えりか Karata Erika, زادهٔ ۱۹ سپتامبر ۱۹۹۷) بازیگر و مدل ژاپنی زیر نظر FLaMme و بی‌اچ انترتینمنت است. در سال ۲۰۱۴، او حرفه سرگرمی خود را به عنوان مدل و در سال ۲۰۱۷، حرفه مدلینگ و بازیگری را در کره جنوبی آغاز کرد. از جمله فیلم‌ها و مجموعه‌های تلویزیونی که کاراتا در آنها ایفای نقش کرده‌است می‌توان به لاک آن لاو، آساکو ۱ و ۲ و سرگذشت آسدال اشاره کرد.

## فیلم‌شناسی

### مجموعه تلویزیونی
| سال  | عنوان                         | نقش               | شبکه           | توضیحات             | منابع |
| ---- | ----------------------------- | ----------------- | -------------- | ------------------- | ----- |
| ۲۰۱۶ | کوئه کویی                     | رینا می‌دوری‌کاوا   | تی‌وی توکیو     |                     | [ ۳ ] |
| ۲۰۱۸ | تودومه نو کیس                 | مارین آاُتا        | ان‌تی‌وی         |                     | [ ۴ ] |
| ۲۰۱۹ | کوناتسو بیوری                 | کوناتسو           | کی‌تی‌وی         | نقش اول، درام کوتاه | [ ۵ ] |
| ۲۰۱۹ | بازی آزار و اذیت              | هاتسومی کانو      | تی‌وی توکیو     |                     | [ ۶ ] |
| ۲۰۱۹ | سرگذشت آسدال                  | کاریکا            | تی‌وی‌ان         |                     | [ ۷ ] |
| ۲۰۱۹ | Prayers in the Emergency Room | می‌یوکی کویامائوچی | تی‌بی‌اس         |                     | [ ۸ ] |
| ۲۰۲۰ | کین‌گیو هیمه                   | آیو               | ان‌اچ‌کی بی‌اس-پی |                     | [ ۹ ] |